# Arkaitz

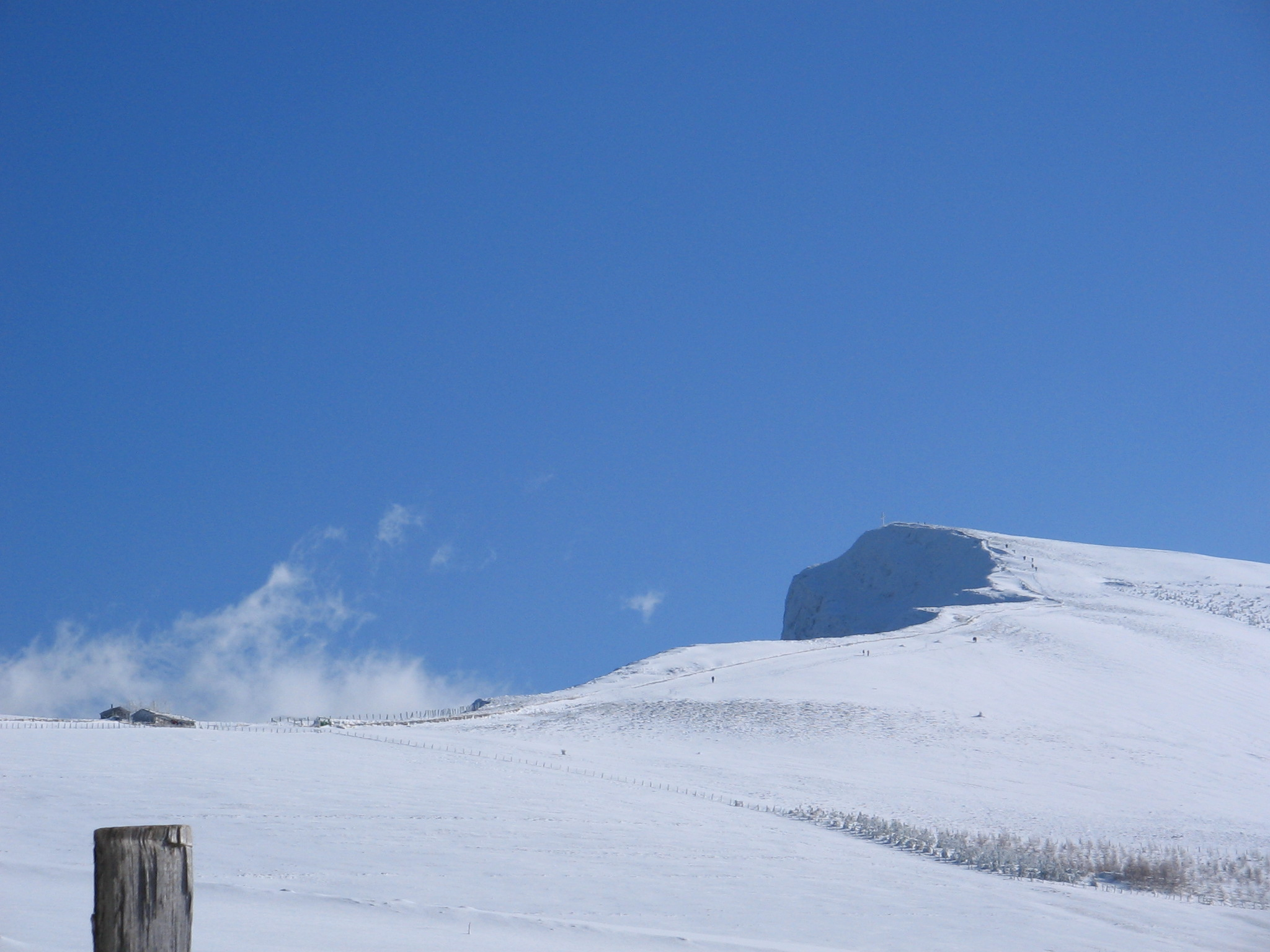
Sierra de Aloña

Arkaitz es una montaña de Guipúzcoa, situada en medio de la sierra de Aloña, entre Botreaitz y Urrabiatza.

## Itinerarios
Según el punto de partida, pueden ser:
- Santuario de Aránzazu: hora y media.
- Uribarri: 3 horas.
- Oñate: 3 horas y media.